# Silver River Flume
Silver River Flume est une attraction aquatique de type bûches, située dans le parc à thème espagnol PortAventura à Salou.
Située dans la partie "Far West", cette attraction a été construite par Mack Rides et a ouvert le 1er mai 1995, en même temps que le parc. À l'origine, il était prévu que l'attraction se nomme Colorado Shoots.
L'attraction accueille les visiteurs de plus d'1,40 mètre dans ses embarcations de cinq places. Les passagers entre un mètre et 1,40 mètre doivent être accompagnés d'un adulte. Sa capacité est de 1 500 personnes par heure.
Le circuit est composé de trois chutes dont la plus grande, la chute finale fait 15,5 mètres de haut. Un système photographique est placé sur la dernière chute. Le tour dure approximativement six minutes trente.
Le parcours commence en 1875 dans les ateliers fictifs de la scierie The Silver River Milling & Lumber Co., situés sur le fleuve Colorado. Le passager embarque dans les radeaux grâce à une plateforme rotative qui évolue au même rythme que ceux-ci et entame une traversée sur le flume. L'attraction n'est pas visible depuis les sentiers du parc mais elle l'est depuis le parcours du train panoramique Ferrocarril Tour et du train de la mine El Diablo dont elle croise le parcours plusieurs fois.

## Galerie

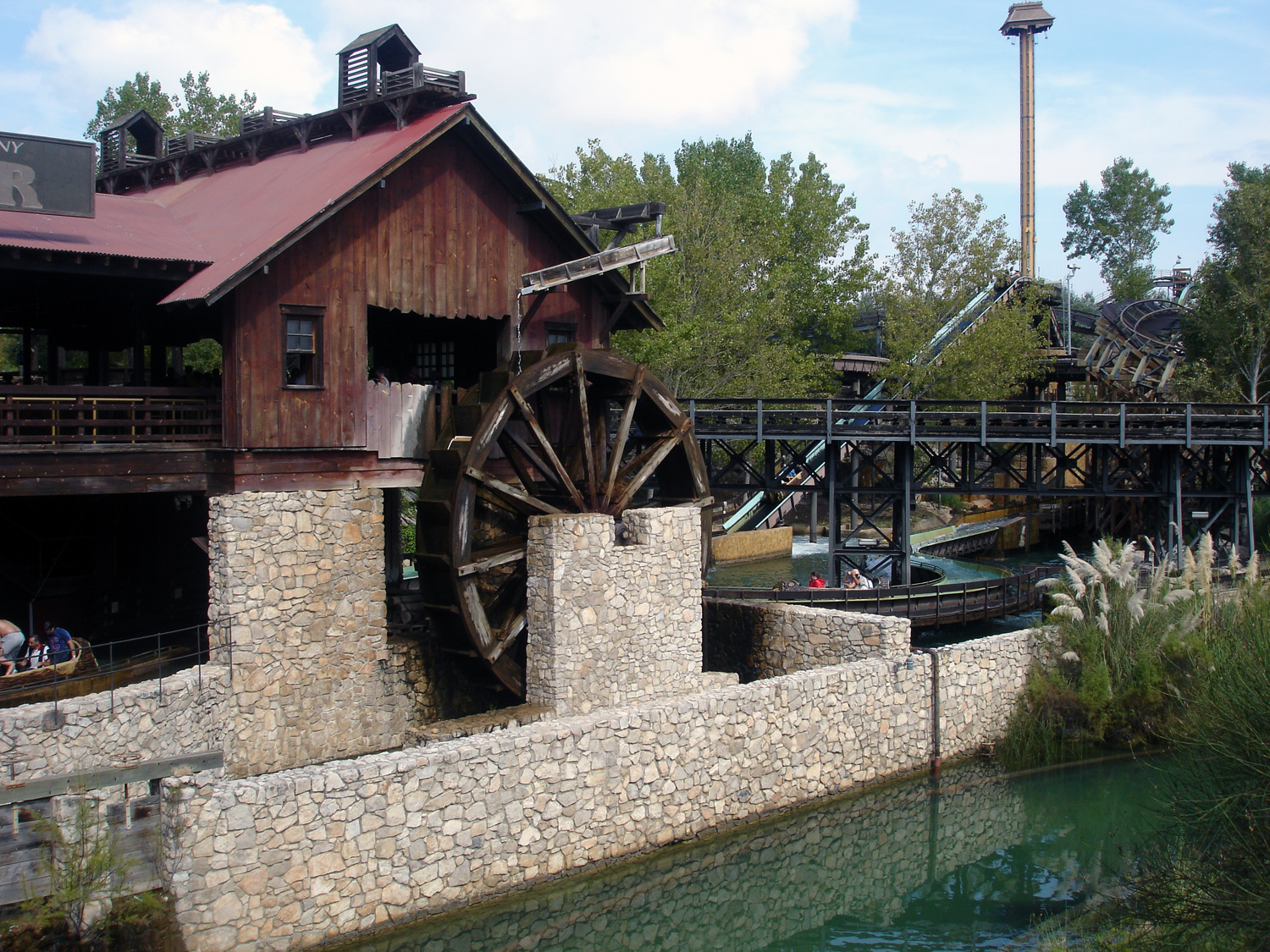
La scierie The Silver River Milling & Lumber Co..
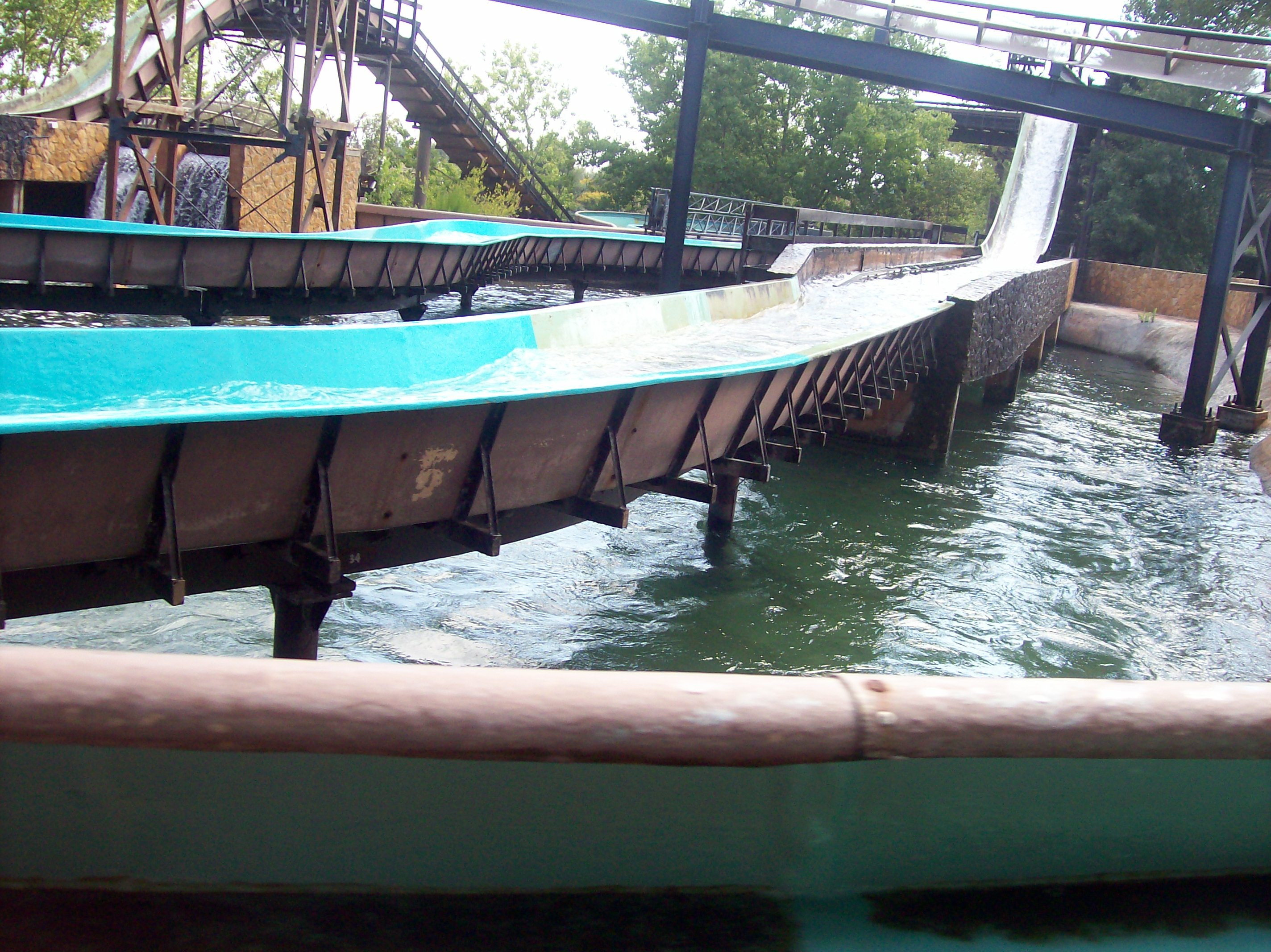
Le circuit du flume.
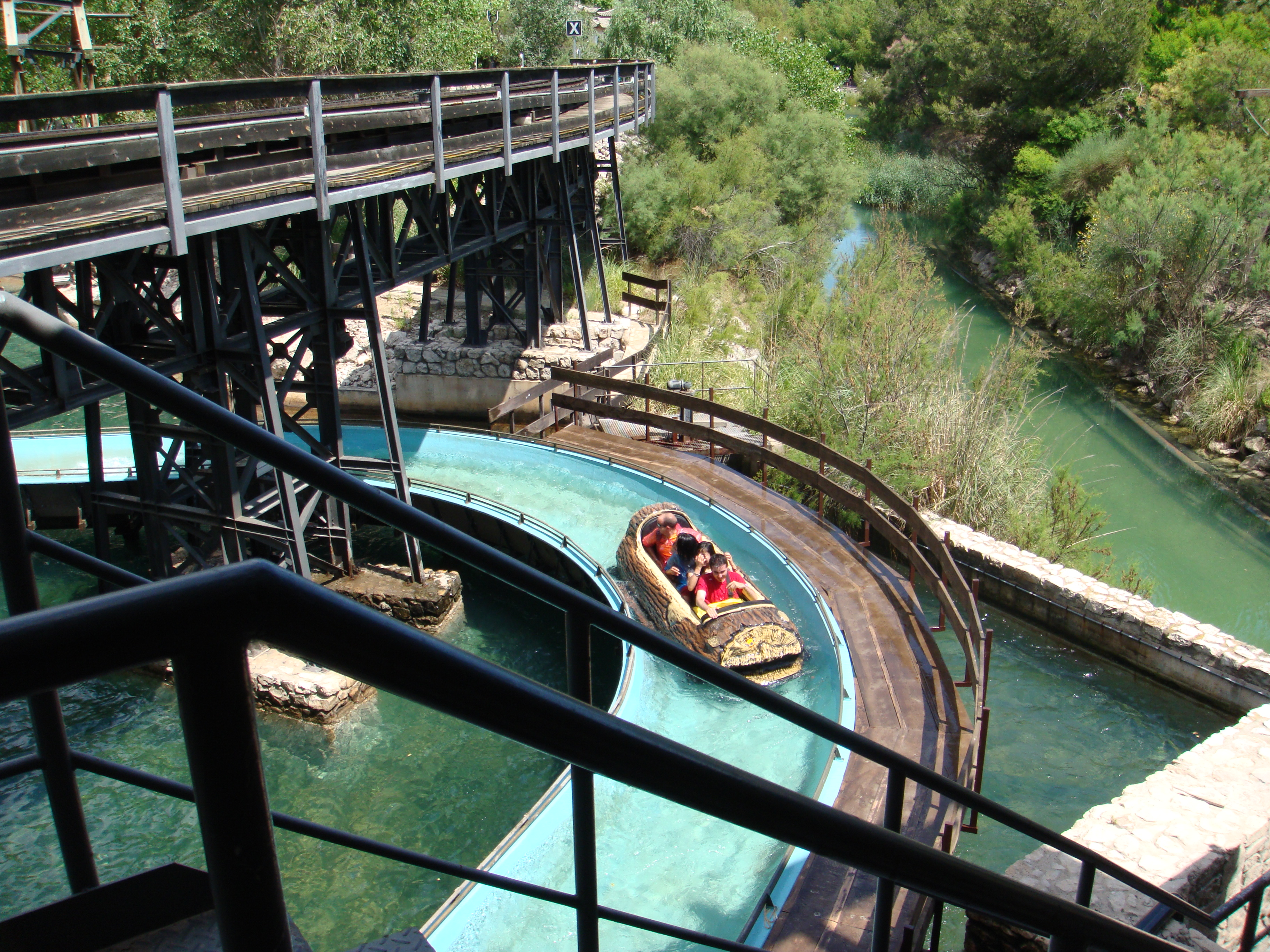
Vue supérieure depuis le train Ferrocarril Tour.